# Milo Parker
Milo Parker (Ipswich, 4 ottobre 2002) è un attore britannico.

## Carriera
Si è formato alla Youngblood Theatre Company e ha fatto il suo debutto cinematografico nel film di fantascienza indipendente Robot Overlords, e successivamente ha un ruolo da coprotagonista al fianco di Ian McKellen in Mr. Holmes - Il mistero del caso irrisolto, per il quale ha ottenuto delle nomination ai Critics' Choice Award per il miglior giovane interprete e ai Saturn Awards 2016 per il miglior giovane attore emergente. In un'intervista per The Lady, McKellen ha elogiato Parker, dicendo: "Milo era pieno dello spirito di un giovane. Non aveva paura della telecamera o di fare esattamente ciò che il regista voleva quando richiesto". Ha frequentato la Farlingaye High School a Woodbridge. Attualmente frequenta la Royal Holloway a Londra.

## Filmografia parziale

### Cinema
- Robot Overlords, regia di Jon Wright (2014)
- Mr. Holmes - Il mistero del caso irrisolto (Mr. Holmes), regia di Bill Condon (2015)
- Ghosthunters - Gli acchiappafantasmi (Gespensterjäger - Auf eisiger Spur), regia di Tobi Baumann (2015)
- Miss Peregrine - La casa dei ragazzi speciali (Miss Peregrine's Home for Peculiar Children), regia di Tim Burton (2016)
- Midas Man, regia di Joe Stephenson (2024)

### Televisione
- I Durrell - La mia famiglia e altri animali (The Durrells) – serie TV, 26 episodi (2016-2019)

## Riconoscimenti
- British Independent Film Awards
  - 2015 – Candidatura al miglior giovane attore esordiente per Mr. Holmes - Il mistero del caso irrisolto
- Critics' Choice Awards[4]
  - 2016 – Candidatura al miglior giovane attore per Mr. Holmes - Il mistero del caso irrisolto
- London Film Critics' Circle
  - 2016 – Candidatura al miglior interprete britannico/irlandese per Mr. Holmes - Il mistero del caso irrisolto[5]
  - 2016 – Candidatura al miglior interprete britannico/irlandese per Robot Overlords
- Online Film & Television Association
  - 2016 – Candidatura alla miglior performance giovanile per Mr. Holmes - Il mistero del caso irrisolto
- Saturn Awards
  - 2016 – Candidatura al miglior attore emergente per Mr. Holmes - Il mistero del caso irrisolto[6]
- TV Time Awards
  - Candidatura al nuovo emergente favorito per I Durrell - La mia famiglia e altri animali
- Young Artist Award
  - 2016 – Candidatura alla miglior interpretazione in un lungometraggio - Giovane attore non protagonista (sotto i 13 anni) per Mr. Holmes - Il mistero del caso irrisolto[7]
  - 2018 – Candidatura alla miglior interpretazione in una serie TV: attore adolescente protagonista per I Durrell - La mia famiglia e altri animali

## Doppiatori italiani
Nelle versioni in italiano delle opere in cui ha recitato, Milo Parker è stato doppiato da:
- Leonardo Della Bianca in Robot Overlords, Mr. Holmes - Il mistero del caso irrisolto
- Lorenzo D'Agata in Ghosthunters - Gli acchiappafantasmi
- Gabriele Caprio in Miss Peregrine - La casa dei ragazzi speciali
- Emanuele Suarez ne I Durrell - La mia famiglia e altri animali